# Cinema Capitol
El Cinema Capitol és un edifici situat al carrer Ribera de València, construït l'any 1930 per allotjar una sala de cinema amb projecte de l'arquitecte Joaquín Rieta Síster.
Seguint l'estil arquitectònic de l'art déco valencià amb influències de l'estil neomudèjar i la prerracionalista Escola d'Amsterdam a la façana de rajola vista de dos colors, l'arquitecte va dissenyar un edifici per a un dels solar que quedava lliure de la reforma i ampliació de l'aleshores plaça Emilio Castelar, actual de l'Ajuntament.
La façana presenta dues torres simètriques als extrems on es localitzen les escales d'accés a les diferents plantes per on s'accedia a l'antiga sala de projeccions. A la façana també destaca la galeria de vidre que recorre la primera planta. L'interior, dissenyat per Amadeo Roca i els germans Artur Boix i Ricard Boix, presentava una rica decoració geomètrica que ha sofert importants modificacions per les diverses reformes, principalment la dels anys 70 del segle xx.
El cine va tancar les portes l'any 1996 i en els anys 2000 es va rehabilitar per a ús comercial i d'oficines.